# Кудринецкий сельский совет
Кудринецкий сельский совет (укр. Кудринецька сільська рада) — входит в состав
Борщёвского района
Тернопольской области
Украины.
Административный центр сельского совета находится в 
с. Кудринцы.

## Населённые пункты совета
- с. Кудринцы
- с. Михайловка